# Ancistrota plagia
Ancistrota plagia är en fjärilsart som beskrevs av Jacob Hübner 1815. Ancistrota plagia ingår i släktet Ancistrota och familjen påfågelsspinnare. Inga underarter finns listade i Catalogue of Life.